# ファンズプロダクション
株式会社ファンズプロダクション（英称：FUNS PRODUCTION）は、テレビ番組の制作プロダクションの会社であり、関西でバラエティー番組を中心に創作する演出集団である。

## 所属演出家
- 三田修司（演出・プロデューサー）
- 松尾康高（チーフ演出家）
- 峯松亮太（演出家）
- 辻村　魁（演出家）
- 山田真悠子（演出家）
- 橋本直輝（演出補）

## 主な制作番組

### 現在
- 探偵!ナイトスクープ（ABCテレビ）D;三田修司　松尾康高　峯松亮太
- 相席食堂（ABCテレビ）D;三田修司　辻村魁
- 大阪ほんわかテレビ（関西テレビ)  D;辻村魁
- おはよう朝日です今ちゃんの「実は…」（ABCテレビ）D;松尾康高　峯松亮太　山田真悠子
- 魔法のレストラン（毎日放送）  D;松尾康高　峯松亮
- あれみた？（毎日放送） D;三田修司
- 旬感LIVEとれたてっ！（関西テレビ）D;辻村魁　山田真悠子
- サタデープラス（毎日放送）D;三田修司　辻村魁
- 登山で頂きメシ！（CSスカイA）D;辻村魁　山田真悠子

### これまで放送された制作協力番組
- 笑瓶+オセロのV・I・ぴ〜（ABCテレビ）D;ファンズ
- 七人のサムライ J家の反乱（ABCテレビ）演出D;ファンズ
- 爆烈!シャンプー（毎日放送）演出プロデューサー;ファンズ
- ?マジっすか!（毎日放送）D;ファンズ
- JAPANESE（関西テレビ）演出プロデューサー;ファンズ
- 素のよしもと（関西テレビ）プロデューサー;D;ファンズ
- 美WALK（関西テレビ）プロデューサー;D;ファンズ
- きになるオセロ（ABCテレビ）総合演出;ファンズ　D;三田修司
- フジヤマ☆スタア（関西テレビ）D;ファンズ
- 食イズ吉本（関西テレビ）企画プロデューサーD;ファンズ
- ガツン!（テレビ大阪）D;ファンズ
- 藤井陣内のザ・レジェンド（ABCテレビ）D;ファンズ
- 鉄筋base（関西テレビ）D;ファンズ
- 炎上base（関西テレビ）D;ファンズ
- ゼッタイジャルっ!（関西テレビ）CD;ファンズ
- 美向上計画（関西テレビ）プロデューサーD;ファンズ
- クイズ!紳助くん（ABCテレビ）D;ファンズ
- スター姫さがし太郎（テレビ東京）D;ファンズ
- ノリオリ!〜駅から始まる、小さな冒険〜（関西テレビ）プロデューサー　D;ファンズ
- おはよう朝日です 火曜コーナー「NMB48の課外授業」「和牛のくるかモォ〜!ヒット芽ぇかぁ」（ABCテレビ）D;松尾康高
- That'sミーハーテイメント!! 流行りん♥モンロー!（関西テレビ）D;ファンズ
- 東西芸人いきなり!2人旅（ABCテレビ）D;三田修司
- 口出しゴメン!セキララ☆小町（関西テレビ）PD;ファンズ
- 二代目ショーヘイへの道!（関西テレビ）PD;ファンズ

ほか。